# Мост Тимма
Мостик Тимма (нем. Timmbrücke, латыш. Timma tilts) — один из малых мостов через Городской канал в Риге, возле здания Национальной оперы (бывшего Немецкого театра). Назван по имени академика живописи Василия (Вильгельма) Тимма, автора первого эскиза этого моста, завещавшего средства на его строительство.

## История
Для благоустройства сквера между Немецким театром и Политехническим училищем требовался пешеходный мостик через Городской канал. Уроженец Риги, академик Императорской академии художеств и Прусской академии художеств В. Ф. Тимм наметил место, где должен быть построен мост, и обрисовал его конструкцию с подпорной металлической аркой.
В 1895 году В. Ф. Тимм скончался, завещав осуществить этот проект своей жене Эмилии (урождённая Пфаб, дочь преуспевающего торговца льном, в браке с Василием Фёдоровичем с 1847 года). Согласно завещанию, Эмилия Тимм пожертвовала Риге 9 тысяч рублей. Принимая в октябре 1897 года этот дар, члены Рижской думы единогласно постановили, что будущий мост получит имя Василия Тимма.
Наиболее подходящим был признан проект инженера И. Д. Крапивянского, который начали воплощать в 1899 году. На строительство потребовалось 16 594 рубля. В дополнение к средствам, пожертвованным Эмилией Тимм, 7594 рубля 90 копеек выделила Рижская дума.
Мост был открыт 14 февраля 1900 года и в честь профессора Тимма официально получил своё имя. Он расположился между капитальными мостами на Александровской и Суворовской улицах, построенными в 1858 году, вскоре после сноса рижских валов и укреплений, для возведения которых был использован полученный при сносе материал.
В настоящее время по одну сторону моста красуется памятник рижскому градоначальнику 1901—1912 годов Джорджу Армитстеду, а по другую установлен памятник уроженцу Риги, артисту балета Большого театра СССР Марису Лиепе.

## Легенда
Существует легенда, что Эмилия Тимм якобы построила мост в корыстных целях — чтобы спрямить своему сыну-студенту каждодневный маршрут в Рижский политехнический институт, находившийся на левом берегу канала на бульваре Наследника. Эти слухи распространились, несмотря на то, что у Тиммов вообще не было детей.